# Rheum maculatum
Rheum maculatum C.Y. Cheng & T.C. Kao – gatunek rośliny z rodziny rdestowatych (Polygonaceae Juss.). Występuje naturalnie w Chinach – w prowincji Syczuan. 

## Morfologia
PokrójBylina dorastająca do 50–80 cm wysokości. Pędy mają purpurową barwę.
LiścieIch blaszka liściowa ma nerkowaty kształt. Mierzy 4–28 cm długości, jest całobrzega, o sercowatej nasadzie i spiczastym wierzchołku. Ogonek liściowy jest owłosiony, ma purpurową barwę i osiąga 14–18 cm długości. Gatka jest błoniasta.
KwiatyZebrane w wiechy, rozwijają się na szczytach pędów. Listki okwiatu mają okrągły kształt i czerwonawą barwę, mierzą 2 mm długości.

## Biologia i ekologia
Kwitnie w czerwcu.